# Torvet (Middelfart)
 For alternative betydninger, se Torvet. (Se også artikler, som begynder med Torvet)
Torvet er en central plads i Middelfart på Fyn, der ligger mellem Algade mod syd og Havnegade mod nord. Det har været byens handelstorv i flere århundreder.
I forbindelse med byggeri på torvet i 1933 fandt man en forgyldt brudekrone i sølv, Middelfartkronen, og et relikviekors fra omkring 1520. Efter fundet tog et værtshus på pladsen navnet Guldkronen. Det er i dag landets eneste femstjernede værsthus.
I anledning af Middelfart Bank 100 års jubilæum i 1954 donerede firmaet skulpturen Middelfartdrengen, udført af Henrik Starcke, som blev opstillet på ud for Algade 33 i den vestlige del af Torvet.
Torvet bliver benyttet til forskellige arrangemneter som jul og byens årlige æblefestival.